# فراتر از فراتر (فیلم)
فراتر از فراتر (انگلیسی: Beyond Beyond) یک انیمیشن سوئدی-دانمارکی به کارگردانی David Soren است که در ۱۰ فوریه ۲۰۱۴ منتشر شد.

## خلاصه داستان
داستان در مورد دو پسر نوجوان است که از شیطنت خود استفاده کرده و مدیر مدرسه را هیپنوتیزم می‌کنند. این کار باعث می‌شود تا مدیر تبدیل به یک فرد مهربان در مدرسه شود تا آنها بتوانند هر کاری را داخل مدرسه انجام دهند